# 닭 치카
닭 치카는 프레디의 피자가게 시리즈에 나오는 애니매트로닉스이다. 치카는 LETS EAT라는 턱받이가 있고 손에는 미스 컵캐이크(MS. cupcake)가 있다. 무대에서 보니 다음으로 움직인다 하지만 3일차에는 보니보다 먼저 움직인다 참고로 치카가 주방에 오면 달그락 소리가 난다.

## 등장 작품

### 프레디의 피자가게
- 닭 치카 (Chica the Chicken)

### 프레디의 피자가게 2
- 토이 치카 (Toy Chica)
- 구형 치카 (Withered Chica)

### 프레디의 피자가게 3
- 팬텀 치카 (Phantom Chica)

### 프레디의 피자가게 4
- 나이트메어 치카 (Nightmare Chica)
- 잭 오 치카 (Jack-O-Chica)

### 프레디의 피자가게: 피자가게 시뮬레이터
- 락스타 치카 (Rockstar Chica)
- 펀타임 치카 (Funtime Chica)

### 프레디의 피자가게: 헬프 원티드
- 치카 (Chica)
  - 네온 치카 (Neon Chica)

- 토이 치카 (Toy Chica)
- 구형 치카 (Withered Chica)
- 나이트메어 치카 (Nightmare Chica)

### 프레디의 피자가게: 시큐리티 브리치
- 글램록 치카 (Glamrock Chica)

## 같이 보기
- 프레디의 피자가게